# Рюгу-дзё
Рюгу-дзё (яп. 竜宮城 / 龍宮城 Рю:гу:-дзё:, «дворец морского дракона») — в японской мифологии подводный дворец-резиденция мифического дракона Рюдзина, властителя подводного мира и морской стихии (в некотором роде он может быть назван богом моря в синто, что, однако, не мешает существовать отдельному богу приливов и ещё нескольким). По легенде, построен из белых и красных кораллов в самом глубоком месте океана и богато обставлен.

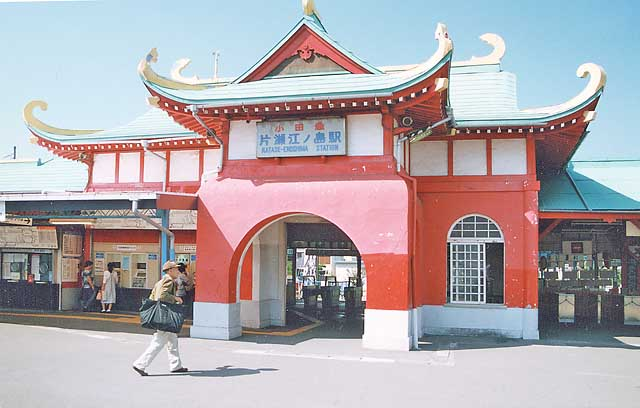
Станция Катасэ-Эносима

Именно отсюда Рюдзин с помощью огромных жемчужин и драгоценных камней управляет морем, приливами, отливами и своими подданными. Там же дракон хранит свои сокровища (впрочем, некоторая их часть достается людям — удачливым похитителям или в качестве приданого за дочку дракона).

## Ворота
Иногда под Рюгу-дзё понимают не всю резиденцию морского дракона, а только ворота в неё. Напоминать об их величии призваны десятки разбросанных по всей Японии стилизованных ворот со специфическим орнаментом и рисунками. Железнодорожная станция Катасэ-Эносима в городе Фудзисава префектуры Канагава спроектирована в виде таких ворот.